# Ґото Міті
Ґото Міті (яп. 後藤 三知; нар. 27 липня 1990) — японська футболістка. Вона грала за збірну Японії.

## Клубна кар'єра
У 2009 році дебютувала в «Урава Редз Лейдіз». 2017 року вона перейшла до «Real Sociedad».

## Кар'єра в збірній
Дебютувала у збірній Японії 7 березня 2008 року в поєдинку проти Канади. З 2008 по 2014 рік зіграла 7 матчів та відзначилася 2-а голами в національній збірній.

## Статистика виступів
| Збірна Японії | Збірна Японії | Збірна Японії |
| Рік           | Матчі         | Голи          |
| ------------- | ------------- | ------------- |
| 2008          | 2             | 2             |
| 2009          | 0             | 0             |
| 2010          | 0             | 0             |
| 2011          | 0             | 0             |
| 2012          | 0             | 0             |
| 2013          | 1             | 0             |
| 2014          | 4             | 0             |
| Загалом       | 7             | 2             |